# Český Těšín
Český Těšín (polsky Czeski Cieszyn, v době polské okupace v letech 1938 až 1939 Cieszyn Zachodni (Západní Těšín), německy Tschechisch Teschen, slezsky Czeski Ćeszyn) je město v okrese Karviná na východě Česka, ve Slezsku, na hranici s Polskem. Po Jablunkovu a Třinci je třetím nejvýchodnějším městem celého Česka. Leží na levém, západním, břehu hraniční řeky Olše. Žije zde přibližně 23 tisíc obyvatel. V roce 2001 se 16,1 % obyvatel města hlásilo k polské národnosti a 4,4 % ke slovenské národnosti.
Český Těšín je jedním z nejvýznamnějších a nejfrekventovanějších hraničních přechodů do Polské republiky. Ke kulturním tradicím patří pravidelné festivaly a přehlídky.
Od konce 20. století se objevují návrhy na vypuštění slova „Český“ z názvu města. V září 2007 zamítlo zastupitelstvo města téměř jednohlasně jednu z dalších žádostí místního architekta Karla Cieślara na přejmenování města z Český Těšín na Těšín. Sousedními obcemi sídla jsou Těrlicko, Vělopolí, Třanovice, Ropice, Třinec, Chotěbuz, Albrechtice a Těšín.

## Části města
- Český Těšín (včetně dřívější obce Svibice)
- Dolní Žukov (Żuków Dolny, Nieder Zukau)
- Horní Žukov (Żuków Górny, Ober Zukau)
- Koňákov (Koniaków, Konakau)
- Mistřovice (Mistrzowice, Mistrowitz)
- Mosty (Mosty koło Cieszyna, Mosty bei Teschen)
- Stanislavice (Stanisłowice, Stänzelsdorf)

V letech 1975–1997 byla součástí města i obec Chotěbuz.

## Historie

### Meziválečné období
Město vzniklo v roce 1920 rozhodnutím velvyslanecké konference o rozdělení sporného území Těšínska mezi nově vznikající Československo a Polsko. Stanovená hranice probíhala přes město Těšín podél řeky Olše, dělíc jej na dvě části. Na území dnešního Českého Těšína se nacházelo předměstí Kamenec (německy Steinplatz) a průmyslová čtvrť města Saská kupa (německy Sachsenberg), vzniklá na přelomu 18. a 19. století.
Podle rakouského sčítaní lidu v roce 1910 západní část Těšína (ze které se stal samostatný Český Těšín) o rozloze 265 hektarů (39,6 % celého Těšína) měla 6837 obyvatel (30,4 % populace Těšína) v 380 budovách (30,9 % budov ve městě), s hustotou obyvatelstva 2580 os./km², z toho 6524 mělo ve městě trvalé bydliště, 4167 (60,9 %) mluvilo německy, 2195 (32,1 %) polsky a pouze 160 (2,3 %) česky.

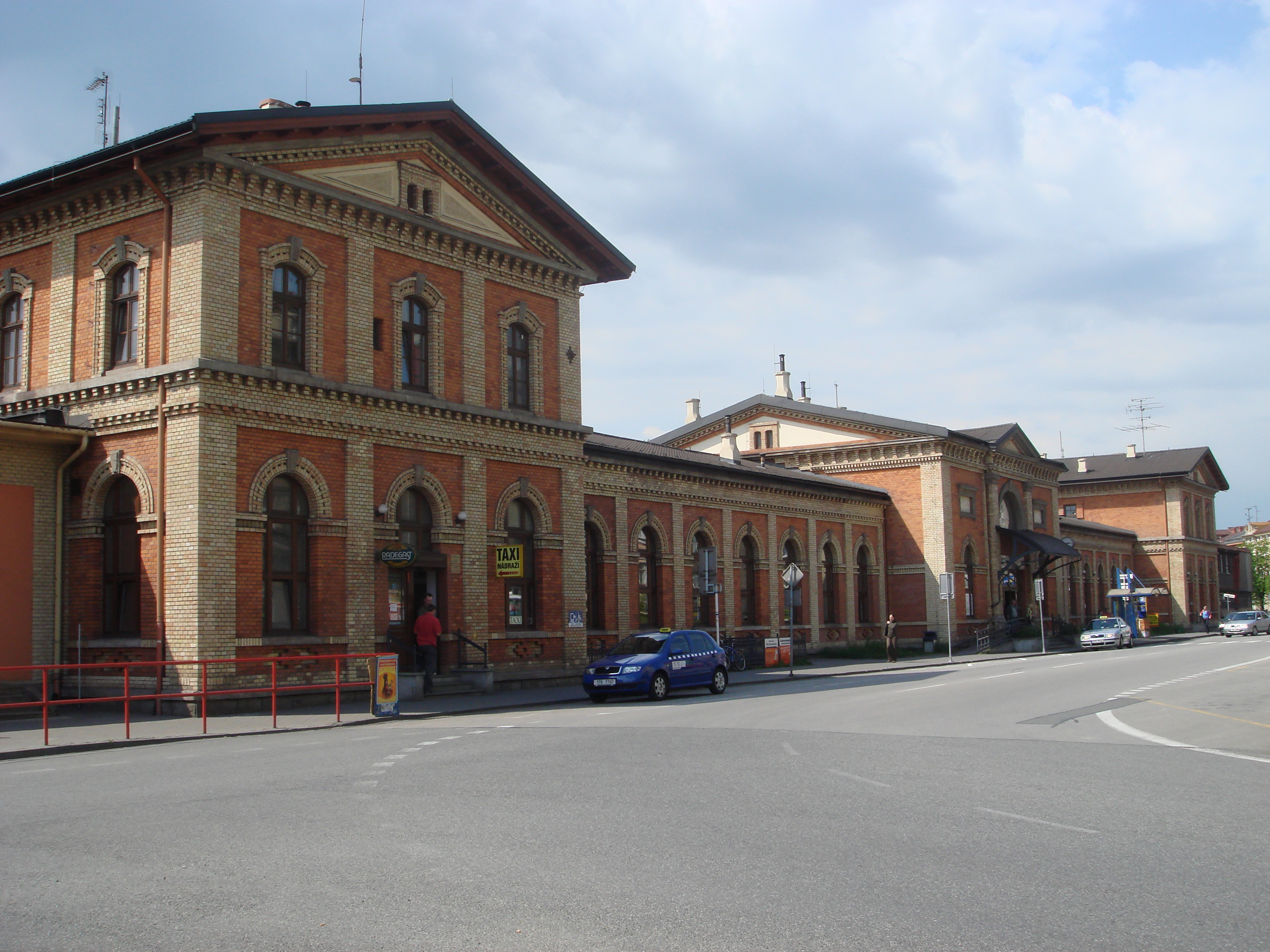
Nádraží bývalé Košicko-bohumínské dráhy v Českém Těšíně

V polovině 19. století sem byla přivedena Košicko-bohumínská dráha, později také Dráha slezských měst z Frýdku do Bílska. Bylo zde vybudováno velké vlakové nádraží, které bylo do roku 1920 hlavním nádražím města Těšína. Od roku 1911 dokonce jezdila z nádraží do historické části města tramvaj. Rozdělení města vedlo k úpadku významu města v regionu a ke zbrzdění jeho rozvoje. Polský Těšín ztratil důležité železniční spojení a průmysl, Český Těšín byl zase odříznut od historického centra, správních úřadů a kulturně-osvětových zařízení.

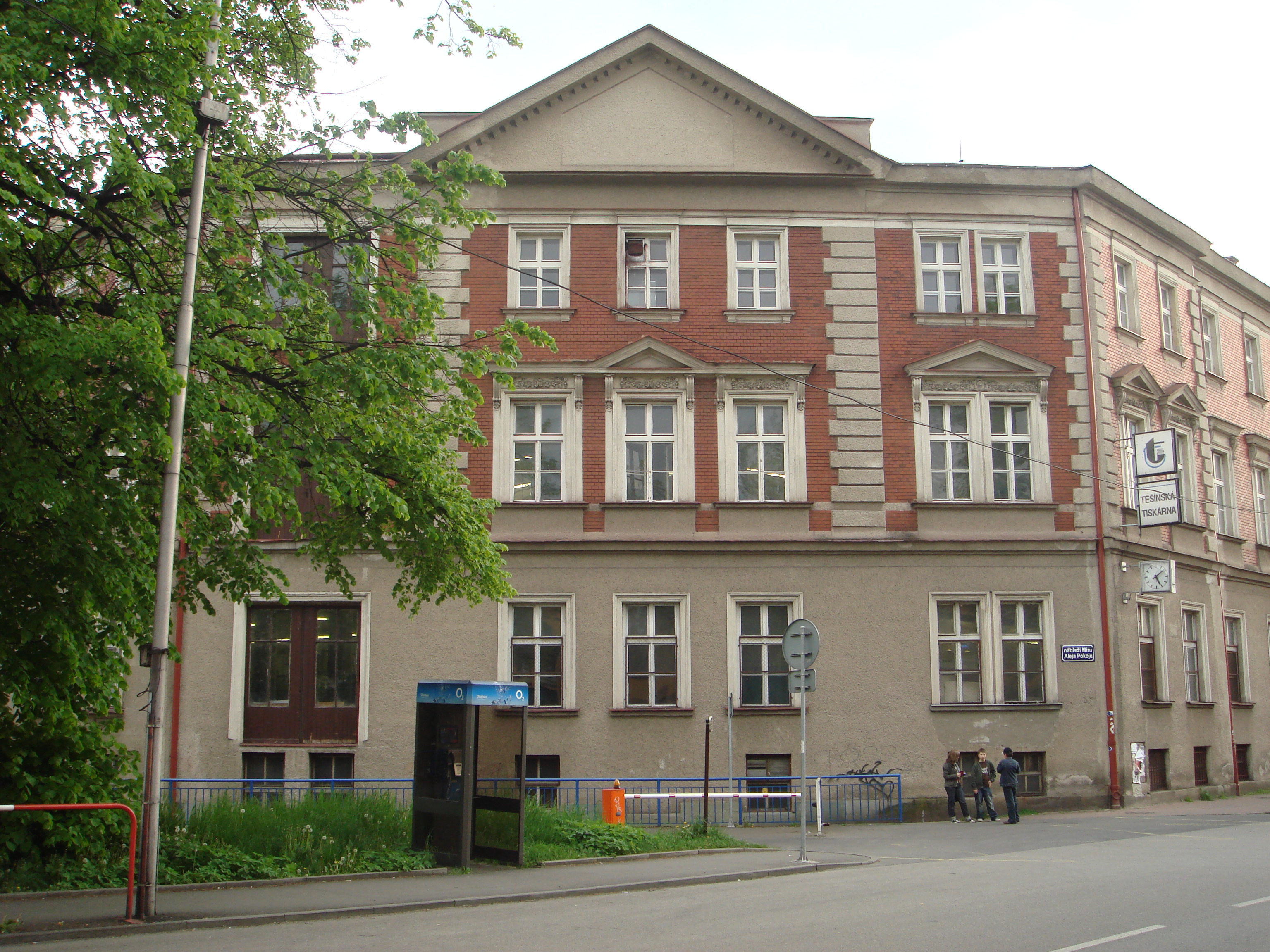
Procházkova Těšínská tiskárna

Katastrální území rodícího se Českého Těšína mělo tehdy rozlohu 2,66 km², a žilo na něm něco málo přes 8000 obyvatel. Nově vznikající město mělo před sebou slibné perspektivy rozvoje. Na jeho katastru se nacházelo nádraží, odkud vyjížděly vlaky jak do Třince, Jablunkova a na Slovensko až do Košic, tak do blízké hornické Karviné a do železničního uzlu v Bohumíně, odkud pak vedlo spojení přes Ostravu do Brna i do Prahy. To byl základ demografického i urbanistického rozvoje města. Značnou úlohu sehrál v této souvislosti i místní průmysl a živnosti. Nejvýznamnějším místním výrobním odvětvím byly stavitelské firmy, kterým byla tehdy svěřena výstavba řady veřejných objektů – nemocnice, škol, kostelů i městské radnice. Kromě budov financovaných státem nebo městem se rozvíjela také výstavba družstevních a soukromých objektů. Vzniklo mnoho obchodů a restaurací. Centrem společenského a kulturního života se po roce 1933 stala kavárna Avion, přistavěná ke starému hotelu National, přímo u mostu pod zámkem. V roce 1921 bylo založeno české gymnázium.
Významným místním podnikem byla tiskárna a nakladatelství K. Prochasky.
Český Těšín se v prvním období své samostatné existence vyvíjel jako moderní městské centrum nejvýchodnějšího cípu českých zemí, jako město položené sice značně excentricky na samých hranicích státu, avšak těžící silně ze svého správně administrativního určení a polohy železničního uzlu.
Český Těšín nebyl zatížen jednostrannou vazbou na některé odvětví výroby jako mnohá nedaleká hornická a hutnická města, hospodářské aktivity byly zaměřeny převážně na spotřebu vysoce koncentrovaného obyvatelstva a nejbližšího okolí a na značně rozsáhlou terciární sféru. Město tak skýtalo solidní základ pracovních příležitostí a společenského uplatnění vůbec, bylo migračně přitažlivé a ve svém počátečním stadiu rychle rostlo.

### Po roce 1938

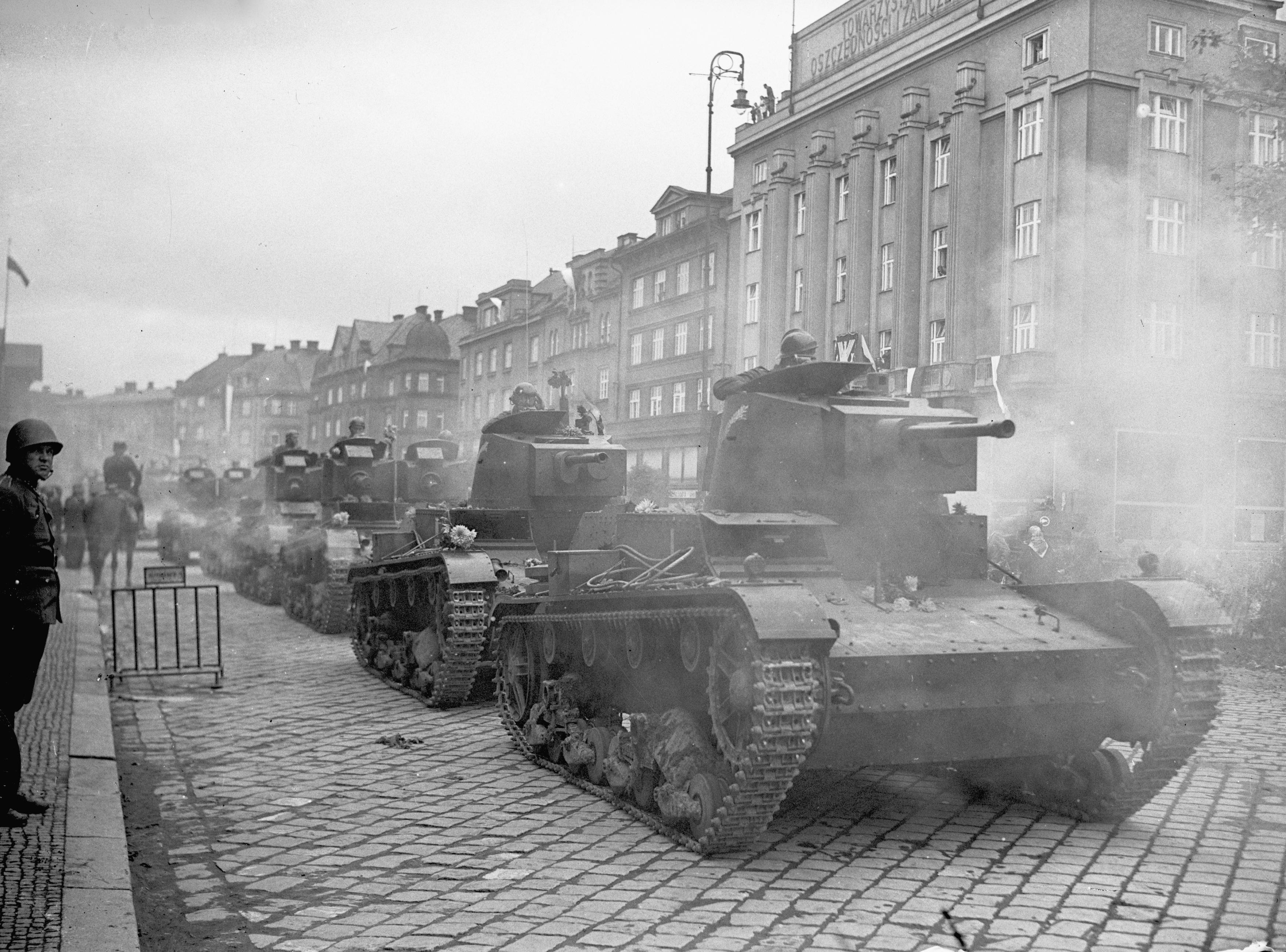
Tanky polské Samostatné operační skupiny „Slezsko“ v Českém Těšíně

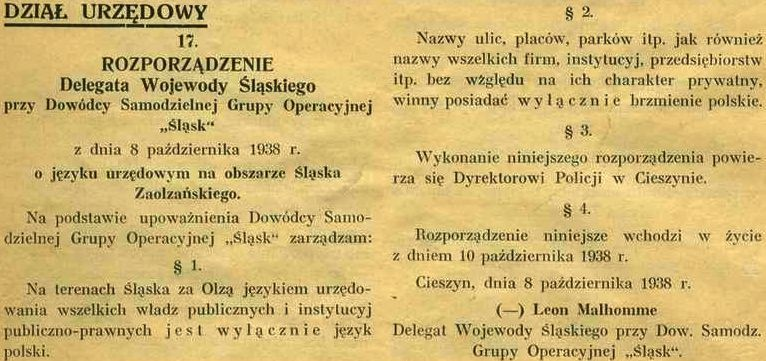
Nařízení o výlučném užívání polštiny na anektovaném území, vydané v Českém Těšíně (přejmenovaném na Cieszyn Zachodni) Leonem Malhommem, delegátem slezského vojvody při Samostatné operační skupině „Slezsko“

V říjnu 1938 byl po ultimátu polské vlády, která zneužila oslabení ČSR po Mnichovské dohodě, Český Těšín obsazen polskými vojsky a přičleněn k polskému Těšínu jako Cieszyn Zachodni (Západní Těšín). Po porážce Polska v roce 1939 byl, spolu s polskou částí, připojen k Německu. Ustupující polská vojska tehdy vyhodila do povětří most přes Olši.
V průběhu druhé světové války se na území Českého Těšína nacházel zajatecký tábor Stalag VIII D Teschen. Tento tábor vznikl na jaře roku 1941 v části města zvané Kontešinec. Byl vybudován na místě, kde stály staré dřevěné baráky, které byly postaveny ještě v období první světové války. V té době baráky sloužily jako lazaret pro raněné a nemocné vojáky Rakousko-Uherska. Od roku 1920 až do roku 1938 patřil objekt československé armádě. Po obsazení města v roce 1939 zde německé velení umístilo vojenská vozidla, protože budovy byly již ve zchátralém stavu a byly vhodné pouze pro garážování vojenské techniky. Po vydání rozhodnutí o zřízení zajateckého tábora byly baráky narychlo opraveny. Kromě toho byly vybudovány strážní věže a celý tábor byl obehnán ostnatým drátem. Byly rovněž odstraněny skupiny křoví z okolí tábora a vystavěny budovy pro velitelství. V počátečním období byli v táboře a jeho pobočkách umísťováni zajatci z Francie, Jugoslávie, Belgie a Polska, později i z Velké Británie, Sovětského svazu, Itálie a dalších zemí.
Přestože přímo v Českém Těšíně neproběhly válečné operace, zachycují statistiky poměrně hodně válečných škod. Z veřejných budov byly zničeny vodárna a plynárna, vydrancováno bylo vnitřní zařízení nemocnice, tiskárny, nádraží, pošty a dalších podniků. Podle úředního hlášení bylo ve městě k 31. prosinci 1947 deset podniků – cihelny firem Kametz a Gorniak, knihtiskárny Svoboda a Kutzer a spol., Korner a spol. – výroba železných konstrukcí, pilnikárna firmy Lorenz, plynárna, mlékárna a výroba likérů firem Schlesinger a Zuweiss. Ke stejnému datu se ve městě nacházelo 351 obchodů a živností. Typickým rysem Českého Těšína i po válce zůstalo množství škol (vyučovalo se na 16 školách), kulturních zařízení a spolků. Už na podzim roku 1945 bylo založeno Divadlo Těšínského Slezska. Významným impulsem bylo, i když pouze dočasné, obnovení vydávání Těšínských novin. Po druhé světové válce došlo k vysídlení do té doby většinového německého obyvatelstva a části Poláků, místo nich se do města začali stěhovat Češi z vnitrozemí.

### Současnost

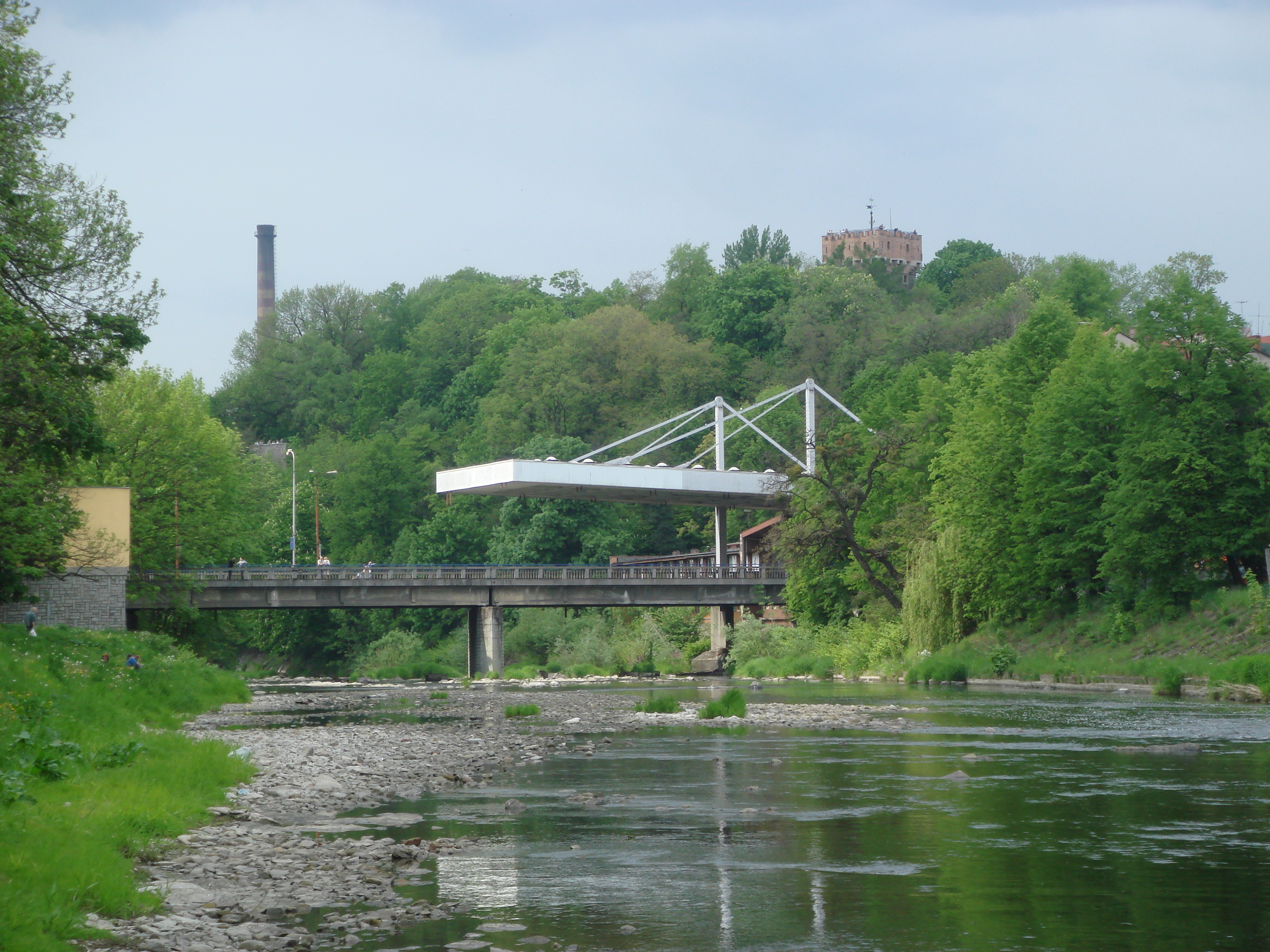
Most Družby, spojující Český Těšín (nalevo) s polským Těšínem (napravo)

V roce 1945 byl Těšín znovu rozdělen a mosty na Olši mezi Cieszynem a Českým Těšínem se staly nejvýznamnějším hraničním přechodem mezi Československem a Polskem. První poválečná léta a následné desetiletí do konce 50. let vrátila městu politicko-správní úlohu i společenský význam z předmnichovského období. Po roce 1945 nastaly veliké změny také v městské výstavbě Českého Těšína. Nejprve byl zájem soustředěn na opravy stávajících staveb a zařízení. Brzy se přistoupilo k výstavbě nových objektů a to zejména bytových, protože poptávka po bydlení v Českém Těšíně byla vysoká. Zpočátku byly zastavovány proluky v centru města a jeho blízkém okolí, ale postupem času bylo zřejmé, že to nebude postačovat. Začalo se uvažovat o dalších plochách, vzdálenějších od městského centra. V roce 1949 byla vypracována studie směrného plánu města, ve kterém byla již zahrnuta také Svibice, která byla administrativně sloučena s městem v roce 1947. Na podkladě této studie byl později vypracován územní plán, podle kterého byla po roce 1960 prováděna výstavba města.
Na místě bývalé továrny na nábytek Thonet-Mundus vzniklo autobusové nádraží. V letech 1958 až 1960 vznikla na Kontešinci, na místě německého zajateckého tábora Stalag VIII D Teschen, nová čtvrť rodinných domků. V dubnu 1961 byl slavnostně otevřen Kulturní dům s divadlem – českou a polskou scénou, hvězdárnou a knihovnou. V roce 1969 se začalo stavět sídliště v oblasti mezi ulicemi Ostravská, Slezská, Hrabinská a Úvoz. V roce 1960 ztratil Český Těšín v rámci celostátní reorganizace územně administrativního systému status okresního města, což mělo za následek snížení atraktivity města v rámci českého Těšínska.
S blížícím se koncem 80. let a nástupem společenských změn se i v Českém Těšíně začala projevovat touha po demokracii. Události 17. listopadu 1989 zasáhly i toto město, kde se na počátcích demokratizace podíleli členové divadelního souboru a významnou roli sehrálo místní Občanské fórum (OF). To se stalo protiváhou komunistických struktur a jeho představitelé přispěli k převzetí moci a řešení lokálních problémů. OF sídlilo na ulici Odboje a v lednu 1990 začalo vydávat Těšínské noviny. V létě 1990 se konaly první svobodné volby, po nichž se JUDr. Bohumil Muroň stal starostou města. Počet obyvatel Českého Těšína rostl až do roku 1991, kdy dosáhl 28 711, následně však klesal v důsledku vystěhovalectví a stárnutí populace. Z národnostních menšin zůstala nejvýznamnější polská komunita, přestože její počet klesl, zatímco slovenská menšina vzrostla. Bytová výstavba se rozvíjela zejména díky soukromým investorům, ale problémy s technickým stavem panelových domů vedly k regeneraci sídliště Svibice. Budoucí rozvoj města ovlivní investiční projekty, zejména v oblasti Zlatého trojúhelníku.
Stereotypní sídlištní zástavba ze 60. až 80. let výrazně rozšířila bytový městský fond, ale městu příliš neprospěla z hlediska urbanistického ani funkčního. V osmdesátých letech byl Český Těšín střediskem osídlení obvodního významu. Stal se známým zejména jako centrum papírenského a polygrafického průmyslu (výroba sešitů, tisk knih). V této době byl také otevřen nový hraniční přechod Český Těšín-Chotěbuz/Boguszowice na okraji města, což ulevilo provozu v centru města. V roce 1990 byla navázána spolupráce s městem Cieszynem v oblasti kultury.
Český Těšín je významným centrem polské národnostní menšiny v Česku. Je zde polská divadelní scéna a Český Těšín je sídlem většiny polských organizací v Česku.

## Pamětihodnosti

### Židovské památky
Ve 30. letech 20. století v Těšíně žilo 1200 osob židovského vyznání.
Byly zde tři synagogy. V Alšově ulici moderní synagoga z let 1928–1929 a v ulici Vrchlického z let 1932–1933 od architekta Rosthala. Tyto synagogy byly zničeny nacisty. Dochovala se Synagoga Schomre-Schabos v ulici Božkova 16, postavená podle návrhu architekta Eduarda Davida v roce 1928. Třípodlažní řadový dům postavený v eklektickém slohu s maurskými prvky byl postaven pro ortodoxní spolek Šomre šabos. V roce 1978 byla budova adaptována pro Polský kulturně-osvětový svaz (PZKO). V roce 1994 na průčelí budovy byla odhalena pamětní deska. V roce 2009 budova prošla obnovou mimo jiné byla repasována okna v průčelí domu.
Židovský hřbitov se nachází u ulice Hřbitovní čp. 178. Byl založen v roce 1924. V roce 1928 architekt a stavitel Bedřich Fulda zde postavil obřadní síň v eklektickém slohu.

### Pomníky
- Pomník T.G.Masaryka, v Masarykových sadech (autor pomníku: Martin Kuchař).[11]

#### Památníky obětem válek
- Pomník Obětem 1. světové války, v Masarykových sadech.[12]
- Pomník Obětem 2. světové války, v Divadelní ulici.[13]
- Pomník mezinárodní solidarity protifašistické koalice – STALAG VIII B.[14]

## Přírodní zajímavosti

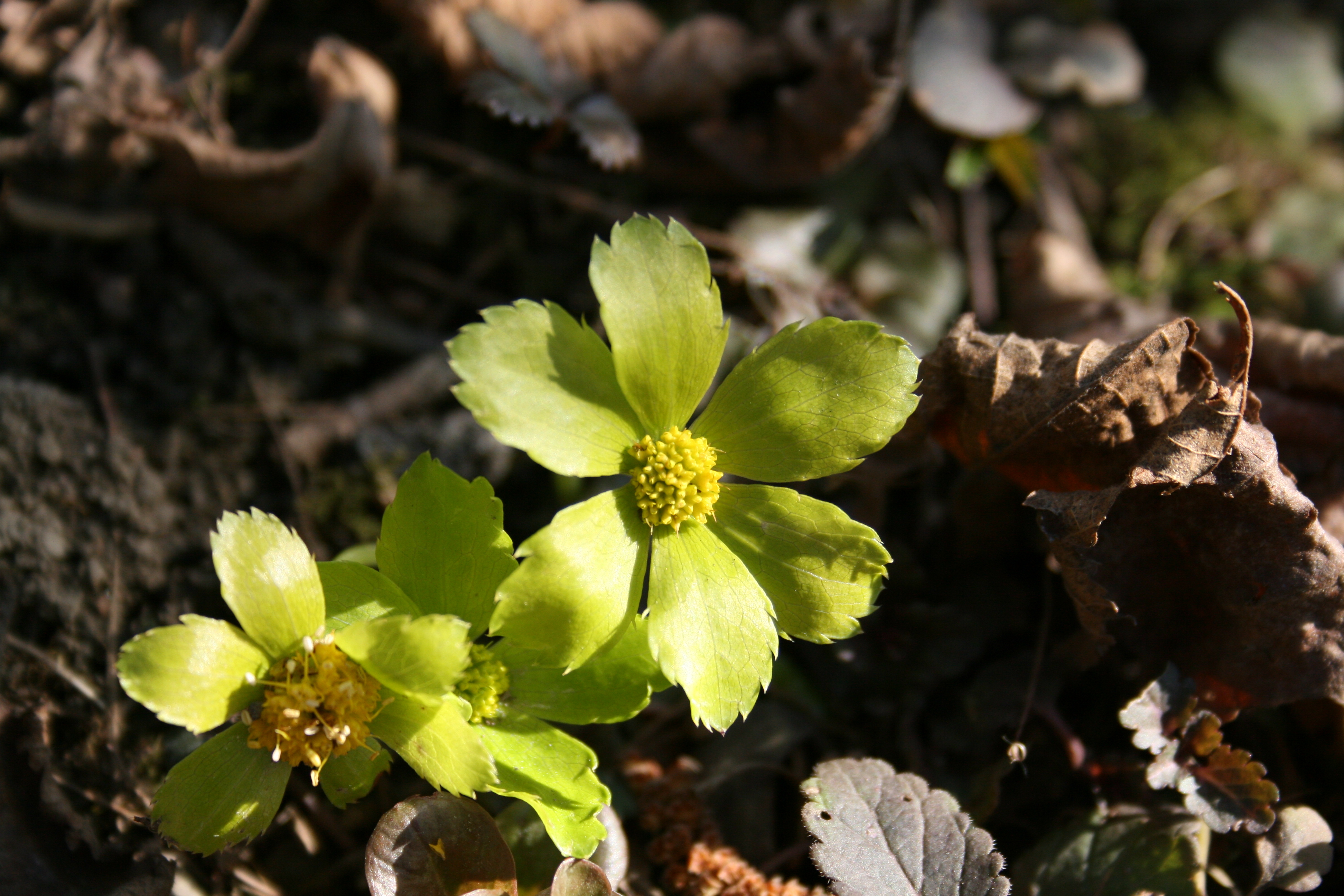
Květy těšíňanky

### Hvězdnatec zubatý
Ne každé město či oblast se mohou pochlubit pro ně typickou rostlinou. Český Těšín takovou květinu má, navíc odkazuje i na název města. Jde o hvězdnatec zubatý, dříve hvězdnatec čemeřicový, lidově zvaný „těšíňanka“, latinsky Hacquetia epipactis, polsky cieszynianka wiosenna.
Hvězdnatec zubatý rozkvétá jako jedna z prvních jarních květin, ještě před olistěním stromů a růstem většiny ostatních druhů bylin. Už počátkem března rozkvétá (a byly pozorovány případy dokonce v druhé polovině února). Objeví se žlutozelené soubory květů na bezlistém stonku dlouhém až 20 cm. Jde o okolíky, ne o jednotlivé květy, protože hvězdnatec zubatý patří mezi miříkovité, které tvoří typický okolík. To, co bývá považováno za okvětní lístky, je ve skutečnosti nepravé okvětí tvořené zelenými listeny (obvykle jich je 5–7), což jsou přetvořené listy.
Samotné květy jsou velmi drobné, žluté, a vyplňují prostředek. Listy se objevují později, jsou dlanitě členité a mají dlouhé řapíky. Hvězdnatec odkvete poměrně rychle a už v květnu až červnu se objeví plody. V létě už můžeme pozorovat jen hromady listů, někdy obtížně zpozorovatelné v houští jiných druhů bylinného patra lesů. Hvězdnatec zubatý roste především v listnatých lesích na úrodných vápnitých půdách.
Květ, či přesněji celé květenství, ať už jako obrázek nebo snímek, se často využívá jako symbol v mnoha publikacích o Těšínsku a označují se jím mnohá sdružení, vydavatelství a iniciativy. Rovněž místní samosprávné orgány měst a obcí Těšínska už řadu let věnují zasloužilým osobám zlaté a stříbrné stylizované hvězdnatce zubaté.

### Těšínit

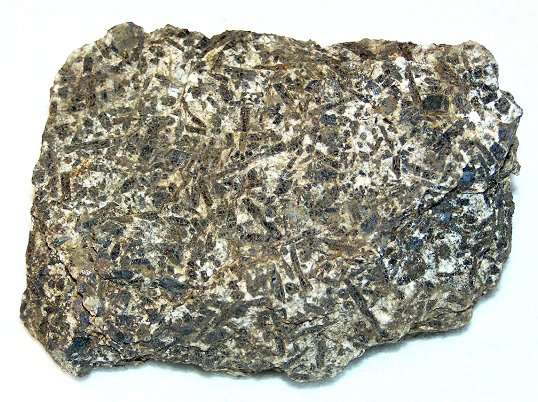
Těšínit

Hornin nazvaných podle sídel existuje minimum. Asi nejznámější z nich je těšínit – vyvřelá hornina, jejíž název je odvozen od města Těšína. Jméno jí dal německý geolog a báňský inženýr Ludwig Hohenegger (1807–1864) v roce 1861. Tento název však použil pro širší spektrum typů vyvřelin, které se vyskytují v sedimentech Moravskoslezských Beskyd. Uvedený horninový komplex dnes nazýváme těšínitovou formací. Od vlastních těšínitů odlišil příbuznou horninu – pikrit – v roce 1866 rakouský petrolog Gustav Tschermak (1836–1927).
Původně se název horniny psal teschenit, protože byl odvozen od německého pojmenování Těšína. Mineralog Josef Klvaňa použil název těšenit (1892) a prof. František Slavík (1876–1957) roku 1918 definitivně těšínit. Původní název teschenit je mezinárodní.

## Obyvatelstvo

Věková struktura obyvatel obce Český Těšín roku 2011
Rodinný stav obyvatel obce Český Těšín roku 2011
Vzdělání obyvatel obce Český Těšín roku 2011

## Doprava

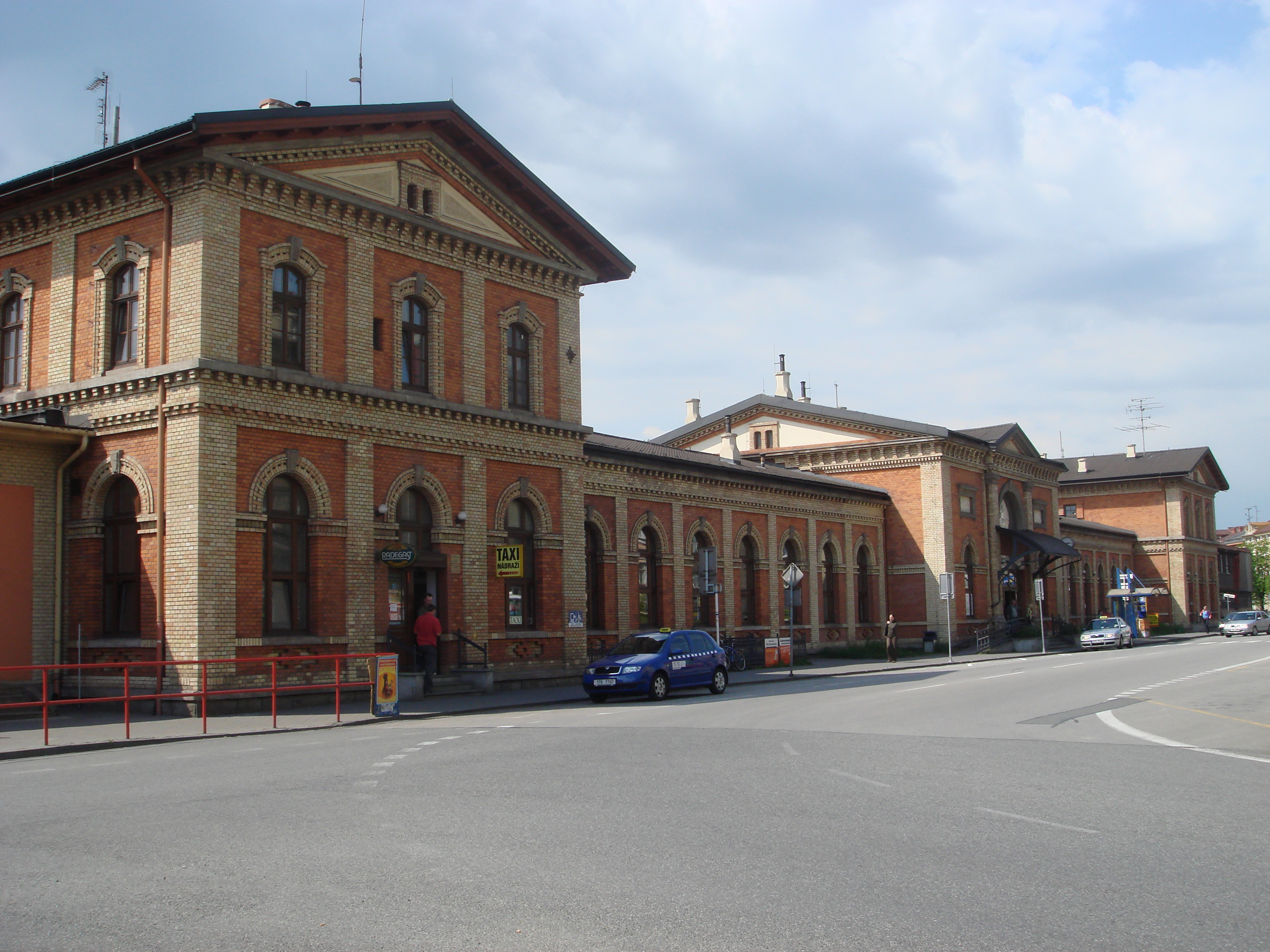
Železniční stanice

Městskou autobusovou dopravu v Českém Těšíně, čítající 5 linek, zajišťuje firma Arriva Morava a. s. V pracovní dny je v provozu všech 5 linek, v sobotu a v neděli jen 4 linky. V letech 1911 až 1921 byla v provozu tramvajová síť.
Železniční stanice Český Těšín je uzlovou stanicí, leží na elektrifikované trati Bohumín – Žilina (320) a dále zde odbočují tratě do Cieszyna (prodloužení tratě Český Těšín – Frýdek-Místek, po několikaleté přestávce obnoveno od prosince 2015), Frýdku-Místku (322) a Ostravy přes Havířov (321). Český Těšín má přímé železniční spojení se všemi významnými městy regionu a dále zde zastavují všechny dálkové spoje směrem na Slovensko a do Prahy. Český Těšín obsluhují a přímé spojení s Prahou zajišťují i soukromí dopravci RegioJet a Leo Express. Nádražní budova byla rekonstruována. Železniční stanice má celkem 5 nástupišť, z toho jsou dvě ostrovní a přístupná podchodem. Stanice je zařazena do postupné modernizace Třetího tranzitního železničního koridoru Slovensko-Německo
V roce 2007 byla dokončena poslední část postupně budovaného silničního obchvatu odvádějícího tranzitní dopravu ze směrů Slovensko (I/11), Polsko, Ostrava a Brno (D48) mimo centrum města, včetně navazující dálnice D48 do Frýdku-Místku.

## Školství
(2023/2024)
| Druh školy     | Počet škol                      |
| -------------- | ------------------------------- |
| Mateřské školy | 10 (vč. odlouč. pracovišť)      |
| Základní školy | 7 (2 s polským jaz. vyučovacím) |
| Gymnázia       | 3 (1 s polským jaz. vyučovacím) |
| Střední školy  | 4                               |

Od roku 2018 je nově provozována Střední zdravotnická škola Agel.

## Muzea
- Muzeum Těšínska – Hlavní třída 15
- Muzejní knihovna Silesia – Hlavní třída 8
- Výstavní síň Muzea Těšínska – Hlavní třída 3

## Sport
- FK Český Těšín – fotbalový klub
- HC Vlci Český Těšín – hokejový klub

## Partnerská města
- Těšín – Polská republika
- Rožňava – Slovenská republika

## Osobnosti
- Marian Adámek (* 1997) – hokejista
- Ludvík Aškenazy (1921–1986) – spisovatel a reportér
- Ladislav Báča (1908–1990) – pedagog
- Johann Christian Bockshammer (1733–1804) – spisovatel a pastor
- Josef Božek (1782–1835) – mechanik a konstruktér
- Milan Cieslar (* 1960) – režisér
- Luděk Čajka (1963–1990) – hokejista
- Jiří Drahoš (* 1949) – politik, chemik a vysokoškolský pedagog
- Jaroslav Gančarčík (1968–2020) – vrah
- Petr Gřegořek (* 1978) – bývalý hokejista
- Terry Haass (1923–2016) – umělkyně působící ve Francii a Spojených státech amerických
- Jaromír Hanzlík (* 1948) – herec
- Henryk Jasiczek (1919–1976) – novinář, básník, spisovatel a aktivista polské menšiny na Těšinsku
- Michal Kavalčík (Ruda z Ostravy, * 1975) – komik a moderátor
- Martin Kocanda (* 1974) – manažer, generální ředitel Národní knihovny České republiky
- Josef Koždoň (1873–1949) – politik a starosta města Český Těšín (1923–1938)
- Radovan Krejčíř (* 1968) – odsouzený podnikatel
- Karel Kula (* 1963) – bývalý fotbalista, starosta města
- Martin Mester (* 1976) – kulturista
- Věslav Michalik (1963–2022) – politik a fyzik
- Ida Münzbergová (1876–1955) – malířka
- Jaromír Nohavica (* 1953) – písničkář a kytarista
- Martin Pecina (* 1968) – politik
- Renata Putzlacher-Buchtová (* 1966) – spisovatelka
- Radim Řezník (* 1989) – fotbalista
- Eduard August Schroeder (1852–1928) – právník a sociolog
- Adam Sikora (1846–1910) – polský národní činitel, sociální aktivista a filantrop
- Prokop Siostrzonek (* 1957) – arciopat břevnovského kláštera
- Gabriel Szturc (* 2003) – hokejista
- Bogdan Trojak (* 1975) – básník a překladatel
- Jiří Třanovský (1592–1637) – básník, překladatel a spisovatel
- Viktor Ullmann (1898–1944) – hudební skladatel
- František Vláčil (1924–1999) – režisér a malíř
- Walter Ziffer (* 1927) – teolog

## Odkaz v hudbě
Město se často objevuje v tvorbě slezského písničkáře Jaromíra Nohavici. Zmiňuje jej v písních Dokud se zpívá a Těšínská/Cieszyńska.